# Initial D
Initial D (頭文字D?, Inisharu Dī) è un manga scritto e disegnato da Shuichi Shigeno, serializzato dal 17 luglio 1995 al 29 luglio 2013 sulla rivista seinen Weekly Young Magazine edita da Kōdansha mentre i capitoli sono stati raccolti in 48 volumi tankōbon. La storia è incentrata sul mondo delle gare clandestine su strada, dove la maggior parte delle sfide prendono luogo sui passi di montagna e più raramente nelle città o nelle aree urbane, e in entrambi i casi viene enfatizzato il drifting. Il manga è stato revisionato dal pilota professionista Keiichi Tsuchiya: questo spiega l'accuratezza dei dettagli e soprattutto i tecnicismi utilizzati dai personaggi per descrivere il drifting. La storia è ambientata nella prefettura di Gunma, più precisamente su diverse montagne della regione di Kantō e nelle città e paesi circostanti. Sebbene alcuni dei nomi dei luoghi in cui corrono i personaggi siano fittizi, tutti questi sono comunque basati su ambientazioni reali collocate in Giappone.
Initial D è stato adattato in cinque serie televisive anime, un film anime e due OAV prodotti dagli studi d'animazione Studio Comet, Gallop, Pastel, A.C.G.T e SynergySP. Un film live action prodotto da Avex e Media Asia è uscito nel 2005.
Nel settembre 2017, è uscito il sequel della serie, MF Ghost (MFゴースト?, MF Gōsuto), che è una continuazione di Initial D ed è in corso di pubblicazione.
Ad aprile 2021, Initial D aveva in circolazione oltre 55 milioni di copie vendute, rendendola una delle serie manga più vendute della storia.
In Italia la serie manga è stata annunciata il 25 novembre 2022 durante la Milan Games Week dall'editore Edizioni BD che la pubblica sotto l'etichetta J-Pop a partire dal 29 marzo 2023. I diritti della prima stagione dell'anime invece sono stati acquisiti da Shin Vision, che ha pubblicato 3 DVD contenenti i primi 12 episodi dal 15 dicembre 2004 al 27 settembre 2005; in seguito alla chiusura della casa editrice, la serie non è mai stata completata.

## Trama
Takumi Fujiwara è un diciottenne che aiuta suo padre Bunta nella gestione di un negozio di tofu nella città di Shibukawa. Fin da quando era minorenne il padre lo mandava di mattina molto presto a consegnare il tofu ad un hotel nei pressi del lago sul monte Akina a bordo dell'auto di famiglia, una Toyota Sprinter Trueno AE86 "panda" bicolore bianca-nera.
Per far evolvere la tecnica di guida del figlio, Bunta lo obbliga a fare le consegne tenendo sul cruscotto un bicchiere con dell'acqua e gli spiega che non dovrà versarne neppure una goccia: è un modo per obbligarlo ad un pilotaggio fluido e senza movimenti violenti che potrebbero danneggiare il tofu nel bagagliaio dell'auto. Takumi, che vuole fare le consegne mettendoci il minor tempo possibile per tornare a casa a dormire, è quindi obbligato a usare e perfezionare in modo maniacale la tecnica di guida del drift per ridurre i tempi di percorrenza sulla tortuosa strada di montagna che porta all'hotel.
Come risultato di questo suo severissimo "allenamento" quotidiano, Takumi (che inizialmente non è nemmeno appassionato di auto) diventa inconsapevolmente un pilota esperto nel drift e capace di guidare con abilità su qualsiasi strada di montagna e con qualunque condizione climatica. Quando inizia a lavorare part-time per un distributore di benzina con il compagno di scuola Itsuki Takeuchi viene in contatto con il mondo degli appassionati di auto e delle gare clandestine sui passi di montagna, cosa che lo porterà a mostrare le sue capacità e a diventare un vero e proprio punto di riferimento tra i partecipanti.
Takumi fa la conoscenza della squadra Akina SpeedStars, il cui leader, Koichiro Iketani, lavora assieme a lui presso lo stesso distributore di benzina. In seguito, un'altra squadra di nome Red Suns, esperta del monte Akagi e guidata da Ryosuke Takahashi, sfida gli SpeedStars a una serie di gare sul monte Akina. Scoraggiati dopo aver assistito alle prestazioni superiori dei Red Suns durante una gara di prova, gli SpeedStars sono certi che perderanno la sfida. Durante la notte, il secondo miglior pilota dei Red Suns, Keisuke Takahashi, mentre sta tornando a casa dopo l'ultimo giro di prova, viene sconfitto sonoramente da una misteriosa Sprinter Trueno, nonostante guidi una Mazda RX-7 (FD3S) molto più potente e l'indagine sull'identità dell'autista porta a Bunta Fujiwara, il padre di Takumi. Mentre cerca di fare del suo meglio per la squadra sul monte Akina, Iketani ha un incidente, nel quale danneggia la sua macchina e rimane ferito a tal punto da non poter prendere parte alla competizione per rappresentare il suo gruppo. Iketani implora Bunta di aiutare gli SpeedStars a sconfiggere i Red Suns. Bunta inizialmente rifiuta, ma poi accenna che potrebbe forse presentarsi alla gara.
Quella stessa sera, Takumi chiede a Bunta se può prendere in prestito l'auto per un giorno per fare una gita al mare con una potenziale ragazza (Natsuki Mogi), e Bunta coglie l'occasione concedendo il permesso e un pieno di carburante a patto che Takumi sconfigga Keisuke nella gara. Arriva così la notte della sfida, la Trueno inizialmente non si presenta e gli SpeedStars arruolano un pilota di riserva (Kenji) per la prima manche. All'ultimo momento prima dell'inizio della sfida, arriva l'AE86 e Takumi esce dall'auto con stupore degli SpeedStars, che invece si aspettavano di incontrare Bunta. Il ragazzo sconfigge facilmente Keisuke utilizzando una pericolosa tecnica di "gutter run" (che prevede di posizionare le gomme in modo tale da evitare che la forza centrifuga spinga l'auto verso l'esterno) sui tornanti della strada di montagna.
L'imbarazzante sconfitta dei Red Suns prepara la trama per il resto della serie: i piloti delle prefetture vicine arrivano per sfidare Takumi e la "Leggendaria Otto-Sei di Akina" e dimostrare di essere i migliori piloti. Così, Takumi, che era considerato estraneo e disinteressando al mondo delle corse, diventa quasi una leggenda e finisce per sfidare qualsiasi avversario che desideri affrontarlo (spesso spinto dagli SpeedStars dopo un'iniziale rifiuto o riluttanza). Takumi dovrà anche vedersela con un altro team, gli Emperors, che guida delle Mitsubishi Lancer Evolution. Takumi, ancora tecnicamente inesperto, non si rende conto che la vecchia AE86 non può competere contro le più moderne e performanti vetture degli avversari e perde contro il leader Kyoichi Sudo (al volante di una EVO III elaborata) quando il motore della AE86 viene gravemente danneggiato a causa dell'eccessivo sforzo a cui viene sottoposto. Gli Akagi Red Suns vengono in suo soccorso e sconfiggono sia Seiji che Kyoichi, assicurando così l'orgoglio dei piloti di Gunma. Bunta sostituisce il motore guasto dell'AE86 con un nuovo (che si scoprirà in seguito essere una rara versione modificata del 4AG originale con specifiche da corsa), dopodiché Wataru Akiyama e Koichiro Iketani aiutano Takumi a capire perché non è stato in grado di controllare la sua auto. Anche dopo il diploma, Takumi continua a correre e finisce per sconfiggere Kyoichi in una rivincita nel tratto di strada locale di Nikko Irohazaka e Kai Kogashiwa, il figlio del vecchio rivale di Bunta, Ken Kogashiwa.
Alla fine, la trama cambia ambientazione e smette di svolgersi sul monte Akina, in quanto Takumi si è annoiato di gareggiare e vincere solo su quella strada. Si unisce così a un altro team, il Project D, fondato e diretto da Ryosuke Takahashi (ex leader dei Red Suns) e Keisuke Takahashi, e sfida avversari più tenaci sui sentieri locali cercando di perseguire il suo sogno di essere "il pilota più veloce là fuori". Ad un certo punto, alcuni impostori spacciandosi per Takumi e Keisuke cercando di diffamare il nome del Project D, ma Wataru viene in loro aiuto e riescono ad eliminare gli impostori, svelando le loro malefatte al pubblico. Il Project D gareggia con molti altri team come il Team Seven Star Leaf, il Team 246, il Team Spiral e il Team Sidewinder. La storia si conclude in modo spettacolare con una sfida di due piloti alla pari, dove Takumi danneggia nuovamente il motore del suo veicolo, ma durante il conseguente testacoda preme la frizione e vince la gara percorrendo in retromarcia gli ultimi metri prima del traguardo. Il ragazzo decide così di rottamare definitivamente la AE86, mentre nella versione anime decide di ripararla e tenerla, ma smettendo di gareggiare. Ryosuke scioglie il Project D e Takumi continua a consegnare il tofu con la Impreza di suo padre.
La storia di Initial D continua in MF Ghost, altro manga di Shuichi Shigeno.

## Personaggi
Takumi Fujiwara (藤原 拓海?, Fujiwara Takumi)
Doppiato da: Shin'ichirō Miki, Mamoru Miyano (Shin gekijō-ban Initial D) (ed. giapponese), Alessandro Tiberi (ed. italiana)
Il protagonista della serie. All'inizio della storia Takumi ha 18 anni e quando non è a scuola lavora presso un distributore di benzina insieme al suo amico Itsuki e a Iketani e, per aiutare il padre nel suo lavoro, ogni mattina consegna il Tofu all'hotel in cima al monte Akina. Essendo stato costretto a fare ciò sin dall'età di 13 anni, Takumi acquisisce involontariamente delle strabilianti doti da pilota che gli premetteranno di diventare il miglior pilota del Kanto. Guida una Toyota Sprinter Trueno AE86 (zenki) bianca.
Bunta Fujiwara (藤原 文太?, Fujiwara Bunta)
Doppiato da: Unshō Ishizuka, Hiroaki Hirata (Shin gekijō-ban Initial D) (ed. giapponese), Massimo Lodolo (ed. italiana)
Bunta è il padre di Takumi e il proprietario del negozio di Tofu. Nella storia rimane un personaggio molto misterioso, è il pilota più veloce nella discesa del monte Akina, ma lo tiene sempre nascosto lasciando intendere che la cosa appartiene a un passato che non vuole rivangare: preferisce gestire il suo negozio piuttosto che gareggiare in competizioni tra ragazzi. Bunta è amico del pilota realmente esistente Keiichi Tsuchiya, che appare in un cameo nella storia contattandolo per telefono. Tsuchiya è considerato l'inventore e il miglior pilota di Drift in Giappone (Drift King) e ha contribuito come consulente tecnico alla realizzazione del manga.  Inizialmente Bunta è il proprietario della AE86, successivamente decide di cederla al figlio e di acquistare una Subaru Impreza WRX STI coupé ver. V (GC) blu.
Ryosuke Takahashi (高橋 涼介?, Takahashi Ryōsuke)
Doppiato da: Takehito Koyasu, Daisuke Ono (Shin gekijō-ban Initial D) (ed. giapponese), Massimiliano Manfredi (ed. italiana)
Ryosuke, fratello maggiore di Keisuke Takahashi, è uno dei migliori piloti nella prefettura di Gunma e viene anche ricordato come "La Cometa Bianca di Akagi" (赤城の白い彗星?, Akagi no Shiroi Suisei). È il leader del gruppo di street racer "Red Suns" e successivamente del "Project D". Calmo e riflessivo, grazie al suo grande intelletto riesce a intuire la potenza e le caratteristiche di una macchina soltanto vedendola in azione e le sue qualità di stratega gli permettono di creare delle strategie sempre vincenti. Guida una Mazda Savanna RX-7 (FC3S) bianca.
Keisuke Takahashi (高橋 啓介?, Takahashi Keisuke)
Doppiato da: Tomokazu Seki, Yūichi Nakamura (Shin gekijō-ban Initial D) (ed. giapponese), Fabrizio Manfredi (ed. italiana)
È il fratello minore di Ryosuke ed è il numero 2 dei "Red Suns". Al contrario del fratello, Keisuke è una persona molto sanguigna e impulsiva, ma ha anche una grande voglia di migliorarsi. Una volta avviato il "Project D", Keisuke diventa lo specialista delle corse in salita (uphill), mentre Takumi di quelle in discesa. Insieme formano i piloti del "Project D". Guida una Mazda Efini RX-7 (FD3S) gialla.
Kenta Nakamura (中村 賢太?, Nakamura Kenta)
Doppiato da: Kōsuke Okano, Yoshiya Naruke (Shin gekijō-ban Initial D) (ed. giapponese)
È uno dei membri più giovani degli Akagi RedSuns. Kenta stima nel modo più assoluto Keisuke Takahashi ed è sempre desideroso di mettersi alla prova con Keisuke. Kenta viene riconosciuto dallo stesso Keisuke per le sue capacità di guida ed è stato preso sotto la sua ala protettrice. Kenta è specializzato nelle gare in condizioni di pioggia, in quanto è abituato ad esercitarsi quando piove in quanto le strade bagnate non possono logorare in maniera considerevole le gomme della sua macchina. Sempre per conto dei RedSuns, testerà l'AE86 nel periodo in cui il motore è stato cambiato e ha informato i Rotary Brothers riguardo alla sfida tra Takumi e Wataru svoltasi sul passo di Shomaru.
Fumihiro (史浩?)
Doppiato da: Osamu Hosoi, Kenji Fukuda (Shin gekijō-ban Initial D) (ed. giapponese), Vittorio De Angelis (ed. italiana)
Talvolta chiamato Hiroshi, funge da secondo in comando e responsabile del Project D, organizzando e gestendo gare con altre squadre, oltre a esplorare potenziali percorsi. Inoltre è anche una sorta di assistente esecutivo di Ryosuke Takahashi e ha ricoperto il medesimo ruolo quando faceva parte degli Akagi RedSuns. Non è noto se abbia un passato come pilota di strada o come sia entrato in contatto con Ryosuke e i RedSuns. Solitamente viene visto guidare il furgone Number 1 durante gli eventi a cui partecipa il Project D.
Shuichi Matsumoto (松本 修一?, Matsumoto Shūichi)
Doppiato da: Rintarō Nishi (ed. giapponese)
È un membro dello staff di supporto del Project D nonché il meccanico designato per Takumi Fujiwara e la sua Toyota AE86.
Tomiguchi (宮口?)
Doppiato da: Ryokichi Takahashi (ed. giapponese)
È un altro membro dello staff di supporto del Project D nonché il meccanico designato per Keisuke Takahashi e la sua Mazda RX-7.
Natsuki Mogi (茂木 なつき?, Mogi Natsuki)
Doppiata da: Ayako Kawasumi, Maaya Uchida (Shin gekijō-ban Initial D) (ed. giapponese), Valentina Mari (ed. italiana)
Ex-compagna di scuola di Takumi e innamorata di quest'ultimo, i due hanno avuto una breve relazione sentimentale. È la causa della prima vera gara di Takumi, avvenuta contro suo padre Bunta. Dall'incontro con Takumi la sua vita cambia radicalmente, ma nonostante il profondo rapporto tra i due personaggi, Natsuki decide di dover tagliare i ponti con il suo tumultuoso passato per poter ricominciare da capo, anche dicendo addio a Takumi.
Koichiro Iketani (池谷 浩一郎?, Iketani Kōichirō)
Doppiato da: Kazuki Yao (ed. giapponese), Massimo De Ambrosis (ed. italiana)
È il leader degli Akina SpeedStars. Sebbene non sia un pilota di strada altamente qualificato, è il membro più abile degli SpeedStars e guida il resto della squadra con passione. Lavora nel distributore di benzina con Takumi Fujiwara e Itsuki Takeuchi, finendo per introdurre quest'ultimi nella scena delle corse su strada di Gunma portandoli al monte Akina per incontrare la sua squadra. Dopo che gli SpeedStars sono stati sfidati dagli Akagi Red Suns, cerca l'aiuto del proprietario del negozio di tofu che è stato il più veloce ad Akina. Il proprietario del negozio di tofu manda così suo figlio, Takumi, a correre al suo posto, dando il via alla sua carriera agonistica. Durante le prime fasi della carriera di Takumi, Iketani lo aiuta in diverse occasioni con la sua conoscenza delle auto e delle corse su strada. Iketani guida una Nissan Silvia (S13) verde limone bicolore.
Itsuki Takeuchi (武内 樹?, Takeuchi Itsuki)
Doppiato da: Mitsuo Iwata, Minoru Shiraishi (Shin gekijō-ban Initial D) (ed. giapponese), Simone Crisari (ed. italiana)
È il miglior amico di Takumi e un membro autoproclamato degli Akina SpeedStars. Itsuki lavora part-time in un distributore di benzina con Takumi e Iketani e intende utilizzare i soldi guadagnati per acquistare una Corolla Levin AE86, tuttavia finisce per comperare erroneamente una Toyota AE85, meno potente e con caratteristiche inferiori in generale. Inizialmente scoraggiato, Takumi lo farà ricredere dopo avergli dimostrato che l'abilità del pilota può fare la differenza anche con una macchina meno potente.
Kenji (健二?)
Doppiato da: Wataru Takagi (ed. giapponese), Alessandro Quarta (ed. italiana)
È un membro degli Akina SpeedStars dove è ritenuto il secondo miglior pilota e guida Nissan 180SX bianca, inoltre è il migliore amico d'infanzia di Koichiro Iketani. Frequenta spesso il distributore di benzina dove Iketani, Takumi Fujiwara e Itsuki Takeuchi lavorano part-time, dove spesso discute di auto e tecniche di guida con Iketani e Yuichi Tachibana e talvolta porta con sé riviste automobilistiche e notizie sulle corse. Porta rispetto e prova ammirazione per Iketani e Takumi; il primo in quanto è il leader degli SpeedStars mentre il secondo per le sue capacità di guida. Inizialmente doveva gareggiare con Keisuke Takahashi nella prima gara in quanto Iketani era rimasto ferito e si credeva che il misterioso proprietario del negozio di tofu non si sarebbe presentato. Il suo cognome è ignoto in tutti i media del franchise, così come la sua età e il suo mestiere.
Takeshi Nakazato (中里 毅?, Nakazato Takeshi)
Doppiato da: Nobuyuki Hiyama (ed. giapponese), Massimiliano Virgilii (ed. italiana)
È il leader dei Myogi NightKids. Ha compiuto la sua prima apparizione alla gara del monte Akina, dove Keisuke Takahashi dei Red Suns ha sfidato Takumi Fujiwara. Sorpreso dal fatto che Takumi sia stato in grado di sconfiggere Keisuke, Takeshi decide che sarà lui a sfidare e sconfiggere lo "specialista nella discesa del monte Akina", e che i Red Suns saranno i prossimi nella sua lista. Guida una Nissan Skyline GT-R nera. In un flashback avvenuto nel sesto episodio del Frist Stage, Takeshi guidava una Nissan Silvia (S13) nera.
Shingo Shoji (庄司 慎吾?, Shōji Shingo)
Doppiato da: Keiji Fujiwara, Shūhei Sakaguchi (Shin gekijō-ban Initial D) (ed. giapponese)
È un membro dei Myogi NightKids che guida una Honda Civic SiR-II (EG6) rossa. Shingo corre in maniera pericolosa, arrivando a speronare l'auto del suo rivale per fargli perdere il controllo del mezzo nel caso non sia sicuro delle proprie possibilità di vittoria. Non trova divertenti le semplici gare in discesa, preferendo correre con uno svantaggio, come ad esempio fissare la mano destra al volante per tutta la durata della gara, limitando le proprie capacità di manovra. È il miglior pilota dei NightKids ed è un amico d'infanzia di Sayuki delle Impact Blue. Condivide molti ideali con Takeshi Nakazato, ma in tutte le occasioni in cui guardano le sfide altrui, cercano di stare lontani l'uno dall'altro in modo che le persone non li scambino per amici.
Mako Sato (佐藤 真子?, Satō Mako)
Doppiata da: Michiko Neya, Yumi Hara (Shin gekijō-ban Initial D) (ed. giapponese)
È la pilota delle Impact Blue, team composto da lei e dalla sua copilota e migliore amica Sayuki che gareggiano nel passo di Usui a bordo di una Nissan Sileighty blu. Appare inizialmente attratta da Iketani ma ammette presto di essersi avvicinata a lui soltanto per poter sfidare la Otto-Sei di Akina, dalla quale ne uscirà sconfitta. Anche dopo la gara prova ancora qualcosa per Iketani ma non riuscirà ad uscire con lui, più per la titubanza del ragazzo che giunge troppo tardi all'appuntamento. Più avanti Mako prenderà la decisione di smetterla con le corse clandestine per dedicarsi a una carriera professionista di pilota.
Sayuki (沙雪?, Sayuki)
Doppiata da: Yumi Kakazu, Kaya Okuno (Shin gekijō-ban Initial D) (ed. giapponese)
È la copilota delle Impact Blue che collabora con la sua amica Mako per affrontare Takumi Fujiwara nella serie First Stage. Sayuki è una ragazza allegra ed estroversa sempre alla ricerca di ragazzi di bell'aspetto. È estremamente civettuola e ama prendere in giro i maschi e Mako, e sviluppa anche una piccola cotta per Takumi dopo che lei e Mako hanno gareggiato contro di lui. In qualità di copilota, è incaricata di informare Mako di eventuali ostacoli sul percorso, traffico in arrivo, zone di frenata specifiche e altro ancora. Lei e Mako sono note come una delle migliori coppie di piloti nell'area di Gunma e la migliore del passo di Usui, dato che sono state battute una sola volta dalla Otto-Sei di Akina.
Yuichi Tachibana (立花 祐一?, Tachibana Yūichi)
Doppiato da: Tomomichi Nishimura, Tomoyuki Shimura (Shin gekijō-ban Initial D) (ed. giapponese), Angelo Nicotra (ed. italiana)
È il proprietario del distributore di benzina in cui lavorano Takumi Fujiwara e i suoi amici. È un vecchio amico di Bunta Fujiwara e quando era giovane era un pilota; Yuichi si comporta come una figura paterna per gli Akina SpeedStars. Guida una Toyota Camry (V40) del 1994 che appare nel primo episodio di Initial D First Stage dove viene sorpassato da Takumi mentre sta percorrendo la discesa di Akina. Yuichi non appare mai in Fifth Stage ma ritorna nella serie Final Stage.
Eiji Kubo (久保 英次?, Kubo Eiji)
Doppiato da: Yasuyuki Kase (ed. giapponese), Alessandro Vanni (ed. italiana)
È il capo meccanico dei Sidewinder nonché il proprietario di un'autofficina.
Kyoichi Sudo (須藤 京一?, Sudō Kyōichi)
Doppiato da: Masahiko Tanaka (ed. giapponese)
È il leader degli Emperors e come il resto della squadra, guida una Mitsubishi Lancer Evolution III nera. Ha una lunga rivalità con Ryosuke Takahashi e si è laureato al liceo Todo. A differenza di altri studenti, non guida una Honda e non usa un motore Spoon, ovvero un motore Honda di fascia alta estremamente modificato. Al contrario degli altri membri della squadra, Kyoichi è calmo e composto ed è anche il primo pilota a battere Takumi in una gara, anche se Kyoichi non considera valida la vittoria per via del motore esploso e per la differenza di potenza tra i veicoli. Nonostante la sua bravura al volante, ha il difetto di avere un certo "timore" per le curve a destra dovute all'abitudine di guidare nei circuiti e nelle strade a senso unico di Irohazaka. Un difetto che Ryosuke sfrutterà a suo vantaggio per batterlo in gara.
Seiji Iwaki (岩城 清次?, Iwaki Seiji)
Doppiato da: Kazuhisa Kawahara (ed. giapponese)
È il secondo miglior pilota del team Emperors e guida una Lancer Evolution IV bianca. Seiji è un pilota con buone capacità di guida, ma è piuttosto arrogante, troppo sicuro di sé e occasionalmente imprudente. Ha vinto molte gare guidando per gli Emperors contro altre squadre, finendo per battere anche Takeshi Nakazato dei NightKids. Verrà lo stesso sconfitto da Takumi, più per aver ignorato gli ordini di Kyoichi, e successivamente da Keisuke.
Wataru Akiyama (秋山 渉?, Akiyama Wataru)
Doppiato da: Yasunori Matsumoto (ed. giapponese)
È un pilota di strada della prefettura di Saitama, giunto a Gunma per cercare piloti da sfidare e per tenere d'occhio sua sorella Kazumi che ha ottenuto un lavoro in una locanda. Guida una Toyota AE-86 come Takumi e, dopo averci litigato con lui perché riteneva la sua Otto-Sei "lenta" dopo il cambio di motore, aiuterà il giovane in diverse occasioni per aiutarlo a maturare come pilota e arrivare anche a sfidarlo in una estenuante gara sul passo di Shomaru dove perderà. In seguito aiuterà Takumi a smascherare gli impostori che stavano diffamando il suo nome.
Ichijo (一条?, Ichijō)
Doppiato da: Mitsuaki Madono (ed. giapponese)
Noto anche come L'uomo della Lan Evo VI (ランエボVIの男?, Ran'ebo VI no otoko) o Diavolo bianco (白悪?, Shiro waru), è il pilota in discesa del Tsuchisaka Lancer Evolution Team. Guida una Mitsubishi Lancer Evo V bianca.
Aikawa (会川?)
Doppiato da: Masuo Amada (ed. giapponese)
Noto anche come L'uomo della Lan Evo V (ランエボVの男?, Ran'ebo V no otoko) o Diavolo nero (黒悪?, Kuro waru) è il pilota in salita del Tsuchisaka Lancer Evolution Team che gareggia con il Project D nella prefettura di Saitama. Guida una Mitsubishi Lancer Evo VI bianca.

## Media

### Manga

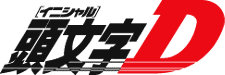
Logo originale della serie

Il manga, scritto e disegnato da Shuichi Shigeno, è stato serializzato dal 17 luglio 1995 al 29 luglio 2013 sulla rivista Young Magazine edita da Kōdansha. I capitoli sono stati raccolti in 48 volumi tankōbon pubblicati dal 6 novembre 1995 al 6 novembre 2013. Una seconda edizione in formato shinsōban e composta da 24 volumi è uscita tra il 6 novembre 2020 e il 4 giugno 2021.
In Italia la serie è stata annunciata il 25 novembre 2022 durante la Milan Games Week da Edizioni BD che la pubblica sotto l'etichetta J-Pop a partire dal 29 marzo 2023. Si basa sull'edizione shinsōban giapponese e perciò ogni numero corrisponde a due volumi della prima edizione.
In Nord America, il manga è stato concesso in licenza da Tokyopop nel 2001 assieme alla serie anime. L'azienda ha deciso di cambiare i nomi dei personaggi nell'anime, e successivamente anche nel manga per motivi di coerenza. Tali modifiche sono state apportate in modo da riflettere i nomi adottati da Sega nelle versioni occidentali dei videogiochi da sala di Initial D Arcade Stage. Tokyopop ha anche censurato le brevi scene di nudo presenti nel manga originale. Inoltre alcuni dialoghi sono stati adattati in modo affine al gergo e ai riferimenti culturali puramente statunitensi o inglesi. L'azienda ha pubblicato trentatré volumi dal 21 maggio 2002 al 13 gennaio 2009, prima di annunciare nell'agosto 2009 che i loro contratti di licenza manga con Kōdansha erano scaduti. Nell'aprile 2019, ComiXology e Kodansha Comics hanno annunciato di aver pubblicato i volumi dall'1 al 38 in versione digitale, mentre i volumi dal 39 al 48 sono usciti a luglio dello stesso anno.
La serie è stata distribuita anche in Francia prima da Asuka e poi da Kazé.

### Anime

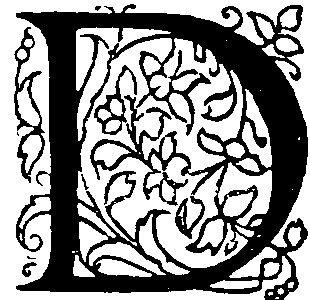
Takumi Fujiwara nell'anime

Il manga è stato trasposto in più serie televisive anime, che Avex ha pubblicato suddividendole in diverse parti che prendono il nome di Stages.
La prima serie anime, intitolata semplicemente Initial D e talvolta nota come Initial D First Stage per distinguerla dalle successive, è stata diretta da Shin Misawa e prodotta da OB Planning e Prime Direction e animata da Studio Comet in collaborazione con Gallop. La serie, così come le successive, alterna l'animazione tradizionale con CGI per le vetture da corsa. È stata trasmessa in Giappone su Fuji TV dal 19 aprile al 6 dicembre 1998 per un totale di 26 episodi. La sigla d'apertura è around the world (ep. 1-19) mentre quella di chiusura è Rage your dream (ep. 1-14) entrambe cantate dal gruppo Move. La seconda coppia di sigle invece è composta da BREAK IN2 THE NITE cantata sempre dai Move in apertura (ep. 20-26) e Kiseki no hana (奇蹟の薔薇（キセキノハナ）?) dei gruppo Galla (ep. 15-26). In Italia i diritti della serie sono stati acquisiti da Shin Vision che ha pubblicato 3 DVD contenenti i primi 12 episodi (4 episodi per disco) dal 15 dicembre 2004 al 12 settembre 2005; in seguito alla chiusura della casa editrice, la serie non è mai stata completata. Inoltre il primo episodio è stato trasmesso su MTV il 10 settembre 2005 durante l'Anime Week del 2005. Nella versione italiana sono state mantenute le sigle originali. La prima trasposizione animata racconta l'avvicinamento al mondo delle corse del protagonista della serie, Takumi Fujiwara, con le sue prime vittorie sul valico casalingo di Akina.
Una seconda serie televisiva, dal titolo Initial D Second Stage, è stata diretta da Shin'ichi Masaki e prodotta dallo studio Pastel. È stata trasmessa in Giappone su Fuji TV dal 15 ottobre 1999 al 21 gennaio 2000 per un totale di 13 episodi. Le sigle sono rispettivamente Blazin' Beat dei Move (apertura) e Kimi ga iru (キミがいる?) dei Galla (chiusura). Takumi affronta nuove sfide, per la prima volta al di fuori del monte Akina; si approfondisce il suo rapporto con la sua misteriosa compagna di scuola Natsuki Mogi, di cui scoprirà un terribile segreto e per cui subirà la sua prima sconfitta in gara.
Una miniserie OAV spin-off, Initial D Extra Stage, è stata diretta da Shishi Yamaguchi e prodotta nuovamente da Pastel. Composta da 2 episodi, questi sono stati pubblicati direttamente per il mercato home video il 22 marzo 2001. Le sigle sono rispettivamente Get it All Right di Chilu (apertura) e NEXTdi Michiko Neya e Yumi Kakazu (chiusura). Le puntate, ambientate poco dopo Second Stage e prima di Third Stage, approfondiscono alcuni degli aspetti solo accennati dalla serie; entrambi gli OAV sono incentrati sui personaggi di Mako e Sayuki, componenti principali del team Impact Blue alla guida della loro Nissan Sileighty blu.
Un film, Initial D Third Stage, è stato diretto da Fumitsugu Yamaguchi e prodotto da Studio Deen in collaborazione con Pastel, che si è occupato della CGI. Il lungometraggio è uscito nelle sale cinematografiche giapponesi il 13 gennaio 2001. La sigla d'apertura è Gamble Rumble dei move mentre quelle di chiusura sono rispettivamente JIRENMA degli Every Little Thing e THE RACE IS OVER di Dave Rodgers, quest'ultima impiegata durante i titoli di coda. Ambientato tra Second Stage e Fourth Stage, racchiude in poco più di un'ora e mezza l'avvicinamento di Takumi al Project D di Ryosuke Takahashi e l'allontanamento del protagonista dalla sempre amata Natsuki Mogi. In Giappone ha incassato 520 milioni di yen al botteghino.
Un OAV, Initial D Battle Stage, è stato diretto da Shishi Yamaguchi e prodotto da Studio Deen. Uscito il 15 maggio 2002, l'OAV non è altri che una raccolta delle varie gare delle prime tre serie, escludendo Extra Stage, a cui sono stati tolti quasi tutti i dialoghi, lasciando così allo spettatore principalmente la guida pura. La sigla di chiusura è Don't You Wanna Be Free di Wain L. Le scene presenti in First Stage sono state rianimate e rimasterizzate con la CGI più avanzata impiegata in Third Stage, tuttavia i disegni dei personaggi rimangono gli originali. Inoltre viene mostrata una gara non presente né nel manga né nell'anime, dove si alterna la nuova CGI con la classica grafica per i personaggi. Uno speciale, dal titolo Initial D to the Next Stage - Project D e mukete, è stato diretto da Fumitsugu Yamaguchi. Uscito il 22 marzo 2003, funge da riassunto degli eventi da First Stage fino a Third Stage, il tutto accompagnato dai commenti dello staff e un'anteprima della realizzazione di Fourth Stage.
Una terza serie televisiva, Initial D Fourth Stage, è stata diretta da Tsuneo Tominaga e prodotta da A.C.G.T. È stata trasmessa in Giappone su Animax e SkyPerfecTV dal 17 aprile 2004 al 18 febbraio 2006 per un totale di 24 episodi andati in onda a coppie di 2 ogni 2 mesi. La prima coppia di sigle, impiegata per gli episodi 1-10, è composta dai brani DOGFIGHT (apertura) e Blast My Desire (chiusura) entrambe dei move. La seconda doppia di canzoni invece, adoperata per gli episodi 11-24, presenta Noizy Tribe (apertura) e Nobody reason 〜 Noa no hakobune (Nobody reason〜ノアの方舟?) (chiusura) sempre dei move. La serie narra della creazione del Project D e delle gare che il Team ha affrontato nei vari distretti giapponesi.
Un ulteriore OAV, Initial D Battle Stage 2, è stato diretto da Tsuneo Tominaga e prodotto da A.C.G.T. Uscito il 30 maggio 2007, Battle Stage 2 è una raccolta delle gare originariamente presenti in Fourth Stage dove è stata mantenuta la stessa identica CGI. Sia in apertura che in chiusura viene impiegato un brano intitolato Special Mega-Mix from Battle Digest, il quale è un remix di varie canzoni di diversi artisti. Presenta le prime due gare di Keisuke come parte del Project D, quest'ultime mai apparse in Fourth Stage. Un altro OAV, Initial D Extra Stage 2, prodotto dal medesimo staff del precedente, è uscito il 3 ottobre 2008. Le sigle sono rispettivamente Sōkyū no flight (蒼穹のflight?) (apertura) e Key Ring (chiusura) dei move. Battle Stage 2 narra della relazione tra Mako Sato delle Impact Blue e Iketani degli SpeedStars, collocata successivamente alla storia secondaria presente nel manga.
Una quarta serie televisiva, Initial D Fifth Stage, è stata diretta da Mitsuo Hashimoto e prodotta da SynergySP. È stata trasmessa in Giappone su SKY PerfecTV! e Animax dal 9 novembre 2012 al 10 maggio 2013 per un totale di 14 episodi andati in onda a coppie di 2 ogni 2 mesi. La sigla d'apertura è Raise Up dei move mentre quella di chiusura sono Flyleaf dei CLUTCHO (ep. 1-6) e Yuushuusouka (夕愁想花?) dei move (ep. 7-14). Continuano le gare per Project D, l'ultimo atto vede i due assi Takumi Fujiwara e Keisuke Takahashi affrontare le temibili squadre della prefettura di Kanagawa.
Una quinta serie televisiva, Initial D Final Stage, è stata diretta e prodotta dal medesimo staff della precedente. È stata trasmessa in Giappone su Animax dal 16 maggio al 22 giugno 2014 per un totale di 4 episodi. Le sigle sono Outsoar the Rainbow (apertura), Gamble Rumble (chiusura, ep. 1-3) e Rage your dream (chiusura, ep. 4); tutti i brani sono cantati dai move. La serie, collocata a livello cronologico subito dopo Fifth Stage, funge da conclusione della serie animata.
Un ulteriore OAV, Shin Gekijō-ban Initial D: Battle Digest, è uscito il 7 gennaio 2022. Si tratta di una compilation della trilogia di film Legend, dove vengono mostrate le scene delle singole gare con una nuova colonna sonora. Un altro OAV, Initial D Battle Stage 3, è stato diretto da Mitsuo Hashimoto. Pubblicato il 5 marzo 2021, mostra tutte le gare presenti in Fifth Stage e Final Stage, senza presentare nuove sfide e rimuovendo tutti i dialoghi tra i personaggi. Le sigle sono rispettivamente EUROHERO di NEO (apertura) e Take Me Higher 2020 di Dave Rodgers (chiusura).

#### Colonna sonora
La colonna sonora è composta interamente da artisti italiani e formata da canzoni Eurobeat, un genere derivato dalle canzoni Italo disco degli anni '80 e Eurodance dei primi anni '90 e diffuse in Europa, in particolare in Italia. Le canzoni della colonna sonora sono diventate celebri al punto che con il termine Eurobeat si è passato a indicare tutte le canzoni Eurodance diffuse in Giappone.
Gli album della colonna sonora dell'anime hanno venduto 700 000 unità fino al 2000. Alcuni dei brani più famosi sono Deja Vu, Gas Gas Gas e Running in the 90's.

### Film
Nel luglio 2013 è stato annunciato che sarebbero stati prodotti un altro lungometraggio intitolato Shin gekijō-ban Initial D (新劇場版「頭文字D」? lett. "Initial D nuova versione cinematografica") e un'ultima serie anime, Initial D Final Stage. Il film è una rivisitazione dei primi Stages con un cast di doppiatori completamente nuovo ed è diviso in tre parti. La prima parte, Legend 1: Kakusei (Legend 1 -覚醒-? lett. "Legend 1 -Risveglio-"), è uscita il 23 agosto 2014 e presenta come sigla di chiusura il brano never fear di Ryūichi Kawamura. La seconda, Legend 2: Tōsō (Legend 2 -闘走-? lett. "Legend 2 -Pilota-"), invece è uscita il 23 maggio 2015 e ha come sigla di chiusura Resurrection (リザレクション?, Rizarekushon) dei Back-On. La terza e ultima, Legend 3: Mugen (Legend 3 -夢現-? lett. "Legend 3 -Sogno-"), è stata distribuita il 6 febbraio 2016 e presenta come sigla di chiusura Chase for Dream di Tatsuyuki Kobayashi.

### Live action
Un film live-action basato su Initial D è uscito il 23 giugno 2005 in Asia. Il film è stato prodotto congiuntamente dalla giapponese Avex Inc. e dal Media Asia Group di Hong Kong. È stato diretto da Andrew Lau e Alan Mak, i quali avevano lavorato precedentemente al blockbuster Infernal Affairs del 2002. Il lungometraggio presenta tra i membri del cast il cantante taiwanese Jay Chou nei panni di Takumi Fujiwara e le star di Hong Kong, Edison Chen nel ruolo di Ryosuke Takahashi e Shawn Yue in quelli di Takeshi Nakazato. Nonostante le molte modifiche apportate alla storia originale, il film ha ricevuto elogi da parte della critica specializzata ed è stato candidato per numerosi premi, tra cui Miglior Film, agli Hong Kong Film Awards e ai Golden Horse Awards, vincendone molti altri.
In Italia il film è stato presentato alla 62ª Mostra internazionale d'arte cinematografica di Venezia come film fuori concorso. Successivamente è stato trasmesso direttamente in televisione su Sky Cinema Max il 17 ottobre 2006. Lucky Red lo ha poi distribuito in DVD a noleggio nell'aprile 2007 e in vendita a partire dal maggio seguente.
Nel settembre 2023 è stato annunciato un nuovo film live-action che sarà diretto da Sung Kang.

### Videogiochi

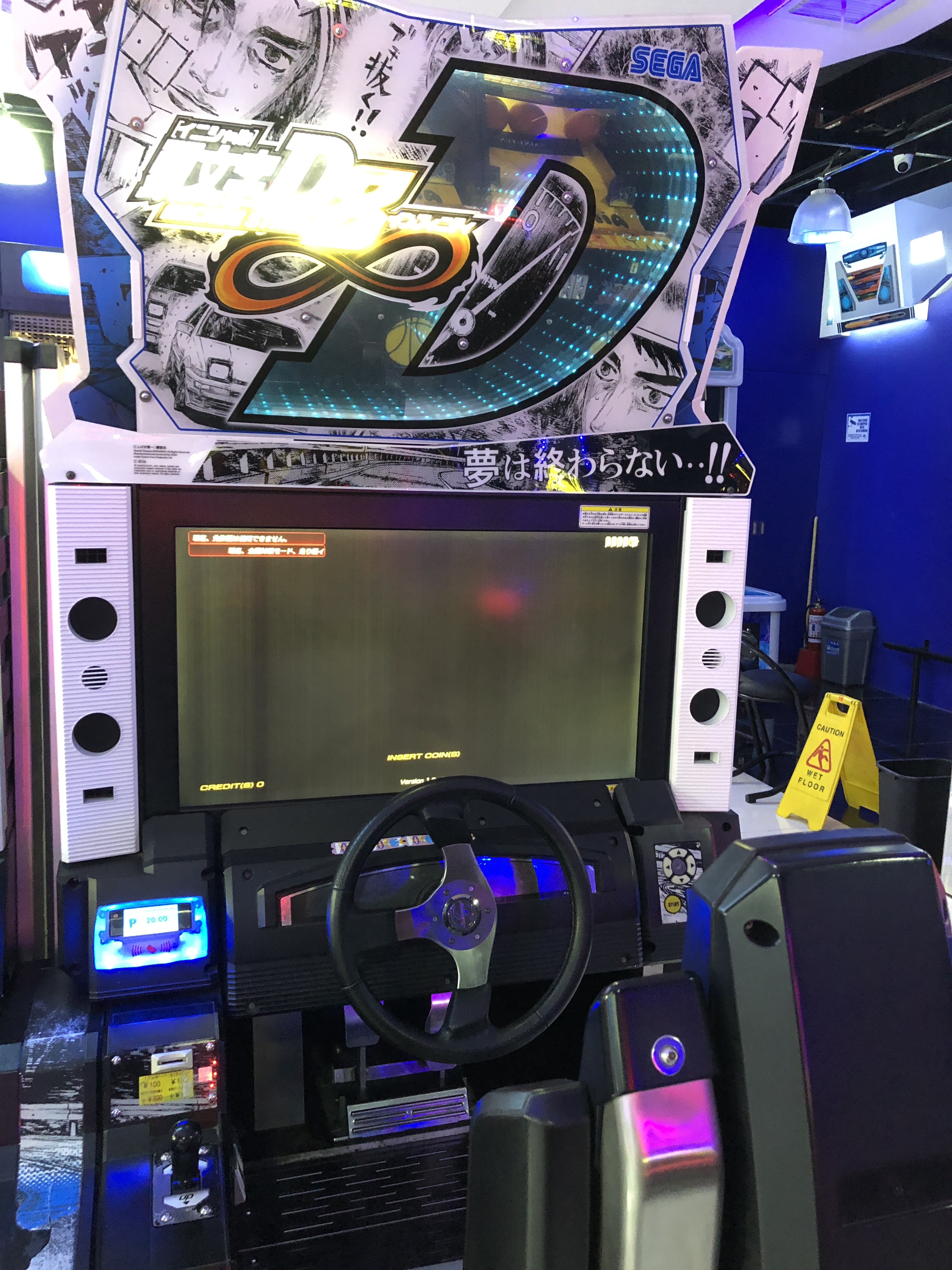
Un cabinato di Initial D Arcade Stage 8

Dalla serie sono stati tratti svariati videogiochi, la maggior parte dei quali appartiene al genere dei simulatori di guida. Inoltre quasi tutti i giochi sono usciti esclusivamente in Giappone.
Il primo dal titolo Initial D Gaiden è stato sviluppato da MTO ed è uscito su Game Boy il 6 marzo 1998; si divide in quattro storie: Itsuki, Bunta, Natsuki e Takumi. Il gioco ha ottenuto un punteggio di 16/40 dalla rivista Famitsū, basato sulla somma dei punteggi (da 0 a 10) dati al gioco da quattro recensori della rivista. In seguito, è uscito Inizial D: Kōdō saisoku densetsu pubblicato per Sega Saturn il 17 giugno 1998, il quale rappresenta il primo titolo in assoluto ad essere distribuito su una console casalinga. Initial D invece è uscito per PlayStation il 22 dicembre 1998. Il gioco ha ottenuto un punteggio di 25/40 dalla rivista Famitsū.
Initial D Second Stage: ~Typing Kantō saisoku Project~ è stato sviluppato da e-frontier e pubblicato per Windows e macOS il 28 luglio 2000. Il gioco presenta filmati tratti dalle 5 sfide più importanti della serie First Stage, dove le prime 4 sono disponibili dall'inizio mentre quella finale contro Ryosuke Takahashi viene sbloccata dopo aver completato le precedenti. A differenza degli altri giochi di guida, il giocatore deve digitare la parola presentata sullo schermo tramite una tastiera per avanzare nella gara e gli errori faranno diminuire la barra della salute del giocatore; se quest'ultimo esaurisce tutta la vita, il giocatore perde la gara e deve ricominciare la sfida da capo. Il gioco ha ricevuto un porting dal titolo Initial D: Ryosuke Takahashi no Typing saisoku riron che è uscito su PlayStation 2 il 4 ottobre 2001 e mantiene integra la funzionalità della tastiera come input principale, la quale è stata distribuita sia separatamente che assieme al gioco. Il gioco ha ottenuto un punteggio di 23/40 dalla rivista Famitsū.
Initial D Arcade Stage, talvolta noto come Initial D Arcade Stage Ver.1 o semplicemente Initial D in Europa, segna invece il primo titolo arcade che darà il via a una lunga serie, distribuita sempre per cabinati. Il primo capitolo arcade è stato sviluppato da Sega Rosso e pubblicato da Sega nel 2001 in Giappone e nel 2002 in Nord America e in Europa per il sistema NAOMI 2. La serie sbarca su Game Boy Advance con Initial D Another Stage ad opera di Sammy Studios e pubblicato il 26 aprile 2002. Il gioco ha ottenuto un punteggio di 28/40 dalla rivista Famitsū. In seguito è uscito Initial D Arcade Stage 2, noto anche come Initial D Arcade Stage Ver.2 o Initial D Ver.2 negli Stati Uniti, sempre ad opera dello stesso studio e sempre per arcade nel 2002 in Giappone e nel 2003 in Nord America. Initial D: Special Stage pubblicato per PlayStation 2 il 26 giugno 2003 invece è un porting di Arcade Stage 2. Similmente alla controparte arcade, l'obiettivo del giocatore è quello di gareggiare contro diversi avversari apparsi nel manga e nell'anime. A tutto ciò si aggiunge una novità, la modalità storia speciale, che permette di giocare nei panni di Takumi Fujiwara e Keisuke Takahashi, rivivendo diversi eventi della storia originale. Durante i filmati, i personaggi parlano e interagiscono con il giocatore prima di ogni gara. Il gioco ha ottenuto un punteggio di 33/40 dalla rivista Famitsū.
Initial D Mountain Vengeance per PC è il primo titolo ad essere sviluppato da uno studio statunitense, Canopy Games, ed è stato reso disponibile esclusivamente in Nord America a partire dal 24 febbraio 2004. Quest'ultimo si basa sulla versione adattata e modificata di Initial D ad opera di Tokyopop. Initial D Arcade Stage 3, noto anche come Initial D Arcade Stage Ver.3, Initial D 3 e Initial D Version 3 in Nord America, è uscito nel 2004 per arcade sia in Giappone che in Nord America e rappresenta l'ultimo titolo della saga ad utilizzare il sistema NAOMI 2. Initial D: Street Stage uscito per PSP il 23 febbraio 2006 è un porting di Arcade Stage 3  che aggiunge 185 carte digitali sbloccabili dopo aver vinto una gara o una prova a tempo. Il gioco ha ottenuto un punteggio di 29/40 dalla rivista Famitsū. Initial D Arcade Stage 4, noto come Initial D 4 in Nord America e in Europa, è uscito per arcade il 21 febbraio 2007 in Giappone e nel luglio dello stesso anno in Nord America e in Europa. Distribuito sulla piattaforma Sega Lindbergh, è l'ultimo gioco a presentare una localizzazione in lingua inglese. In seguito sono uscite due versioni limitate chiamate rispettivamente Initial D Arcade Stage 4 Limited (2007) e Initial D Arcade Stage 4 Kai (2008) sempre per arcade. Initial D Extreme Stage uscito per PlayStation 3 il 3 luglio 2008, è un porting di Arcade Stage 4. Il gioco ha ottenuto un punteggio di 26/40 dalla rivista Famitsū. I recensori hanno ritenuto l'esperienza di gioco generalmente godibile, anche se proseguendo le sfide diventavano difficili a tal punto da richiedere al giocatore di avere conoscenze e tecniche uniche per vincere. Nonostante ciò i principianti lo avrebbero trovato un gioco irragionevole per via della sua difficoltà, mentre sono state gradite la modalità online e la riproduzione delle esibizioni e degli eventi durante le gare che risultavano di buona fattura e finivano per aumentare la tensione durante il gioco.
In seguito sono usciti per arcade Initial D Arcade Stage 5 per il sistema Sega Lindbergh il 25 febbraio 2009, Initial D Arcade Stage 6 AA (chiamato anche Initial D Arcade Stage 6 Double Aces) per Sega RingEdge il 3 marzo 2011, Initial D Arcade Stage 7 AAX (noto alternativamente come Initial D Arcade Stage 7 Double Aces Cross) per Sega RingEdge il 28 novembre 2012 e Initial D Arcade Stage 8 ∞ (talvolta noto come Initial D Arcade Stage 8 Infinity) per Sega RingEdge il 14 luglio 2014. I servizi online di quest'ultimo sono cessati il 27 aprile 2017. Initial D: Perfect Shift Online, un free-to-play sviluppato da Sega per l'eShop di Nintendo 3DS, è uscito il 2 aprile 2014. A fine ottobre 2014 ha raggiunto i 500 000 download. Il gioco è stato disponibile dal 2 aprile 2014 al 30 giugno 2015 ed è stato rimosso dal Nintendo eShop il 27 maggio 2015.
Initial D Arcade Stage Zero è uscito per la piattaforma arcade Sega Nu2 il 7 marzo 2017. I servizi online del gioco sono stati chiusi il 1º dicembre 2021. Arcade Stage Zero apporta molte modifiche rispetto ai capitoli precedenti, come l'introduzione di un cambio a 6 marce al posto di uno sequenziale, nuovi design per personaggi non originariamente presenti e la colonna sonora tratta dalla trilogia Legend, sostituendo l'Eurobeat con del J-rock, sebbene diverse canzoni Eurobeat possono essere sbloccate. Inoltre sono assenti del tutto filmati, dialoghi tra i personaggi e le condizioni di pioggia sui singoli tracciati.
Nel gennaio 2021 viene distribuito il pachinko Initial D Pachislot sviluppato da Sammy Corp. Il gioco combina il gameplay tipico delle slot machine con filmati tratti dalla serie Una versione per dispositivi mobili è stata inoltre resa disponibile nel febbraio 2021. I filmati impiegati sono delle versioni modificate della trilogia di Legend, con l'aggiunta di nuovi con il medesimo stile grafico, inoltre tutti i veicoli sono stati visivamente modificati. Initial D The Arcade invece è un altro gioco arcade uscito il 25 febbraio 2021. Il titolo, non collegato alla serie Arcade Stage, supporta fino a quattro giocatori contemporaneamente. Inoltre è stato realizzato un evento crossover con la serie Hatsune Miku: Project DIVA dal dicembre 2022 al 5 aprile 2023, che permetteva di ascoltare le canzoni dei Vocaloid e sbloccare degli accessori correlati. Nel maggio 2021 è uscita un'altra macchina pachinko, P Initial D, sempre ad opera di Sammy Corp, la quale presenta scene modificate tratte dalla trilogia Legend. Una versione per dispositivi mobili è uscita nel settembre 2022.

### Libri
Dalla serie sono stati tratti anche diversi libri, guide e artbook, tutti editi esclusivamente in Giappone.
Initial D Official Guidebook Dori Dori Driver's Text (頭文字D 公式ガイドブック ドリドリドライバーズテキスト?, Inisharu Dī kōshiki Gaidobukku Dori Dori Doraibāzu Tekisuto) è una guida della serie pubblicata il 3 agosto 1996. Dori non è altri che l'abbreviazione di "Dorifuto", ovvero la traslitterazione di Drift. Presenta un breve messaggio di Shuichi Shigeno (autore del manga) e un'intervista al pilota automobilistico Keiichi Tsuchiya. Initial D Official Guidebook Dori Dori Driver's Text 2 (頭文字D 公式ガイドブック ドリドリドライバーズテキスト2?, Inisharu Dī kōshiki Gaidobukku Dori Dori Doraibāzu Tekisuto 2) è un'altra guida della serie uscita il 27 giugno 1997. Presenta delle pagine di cartoncino che permettono al lettore di realizzare un modellino dell'AE86. Come per il caso precedente, sono presenti un messaggio di Shuichi Shigeno e un'intervista svolta a Keiichi Tsuchiya. Initial D Paper Craft Book (頭文字D ペーパークラフトBook?, Inisharu Dī Pēpā Kurafuto Book) è un libro papercraft uscito il 5 agosto 1997. Contiene diversi fogli di carta stampata che possono essere tagliati e piegati per fargli prendere la forma delle auto che compaiono nella serie.
Initial D Takumi densetsu (頭文字D 拓海伝説?, Inisharu Dī Takumi densetsu) è una guida pubblicata il 20 novembre 1998. Presenta due interviste a Shuichi Shigeno. Initial D Paper Craft Book SPECIAL VERSION (頭文字D ペーパークラフトBook SPECIAL VERSION?, Inisharu Dī Pēpā Kurafuto Book SPECIAL VERSION) è un altro libro papercraft pubblicato il 19 luglio 1999. Similmente a Initial D Paper Craft Book, anche questo presenta dei fogli di carta che possono essere piegate per dare forma a dei modelli di automobili. Initial D Takumi no Super Dratech 77 (頭文字D 拓海のスーパードラテク77?, Inisharu Dī Takumi no Sūpā Dorateku 77) è una guida uscita il 20 agosto 1999. Il libro contiene varie spiegazioni di Keiichi Tsuchiya riguardo alle molte tecniche utilizzate dai piloti della serie. Initial D My Drive Note (頭文字D My Drive Note?, Inisharu Dī My Drive Note) è un diario per auto pubblicato il 19 aprile 2000. My Drive Note è come già detto un diario quotidiano, che consente di prendere appunti personali e informazioni riguardanti la propria auto, come ad esempio la distanza percorsa ed altre caratteristiche correlate.
Initial D gashu (頭文字D 画集?, Inisharu Dī gashū) è un artbook pubblicato il 25 luglio 2001. Contiene molti artwork della serie, così come una lunga intervista con Shuichi Shigeno- È stata distribuita anche un'edizione speciale caratterizzata da una scatola contenente la copia del libro, diversi adesivi, due statuette ritraenti Ryosuke e Keisuke Takahashi e un piccolo modello Tomica dell'AE86 di Takumi. Initial D Project D densetsu (頭文字D プロジェクトD伝説?, Inisharu Dī Purojekuto D densetsu) è una guida pubblicata il 5 marzo 2004. Contiene informazioni sulle sfide affrontate dal Project D fino al confronto con il Tsuchisaka Lancer Evolution Team. Initial D THE MOVIE koshiki Visual BOOK (頭文字D THE MOVIE 公式ビジュアルBOOK?, Inisharu Dī THE MOVIE kōshiki Bijuaru BOOK) è una guida al film live action uscita il 12 settembre 2005. Il libro presenta un confronto tra il film e il manga originale, diverse interviste con alcuni degli attori che hanno preso parte al cast (Jay Chou, Edison Chen, Shawn Yue e Anthony Wong), così come delle interviste speciali con Shuichi Shigeno e Hideki Tanabe.
ANIMATION Initial D ALL ABOUT THE BATTLE (ANIMATION 頭文字D ALL ABOUT THE BATTLE?, ANIMATION Inisharu Dī ALL ABOUT THE BATTLE) è una guida dedicata a Initial D Fourth Stage uscita il 4 agosto 2006. Include descrizioni di tutte le sfide di Fourth Stage, oltre a informazioni sulle auto. Initial D -THE MESSAGE- (頭文字D -THE MESSAGE-?, Inisharu Dī -THE MESSAGE-) è una guida pubblicata il 6 luglio 2009. Initial D no kiseki chosen no ki (頭文字D の軌跡 挑戦の記?, Inisharu Dī no kiseki chōsen no ki) è una guida pubblicata il 6 agosto 2014 che presenta tutte e due le parti del capitolo extra Sentimental White (センチメンタルホワイト?, Senchimentaru Howaito) mai raccolto in volume. Initial D no kiseki shisso no ki (頭文字D の軌跡 疾走の記?, Inisharu Dī no kiseki shissō no ki) è una guida pubblicata il 23 maggio 2015 che presenta tutte e tre le parti del capitolo extra Tabidachi no Green (旅立ちのグリーン?, Tabidachi no Gurīn) mai raccolto in volume.

### Altro
Nel maggio 2003 Alderac Entertainment Group, in collaborazione con Tokyopop, ha pubblicato in Nord America un gioco di carte collezionabili basato sulla serie.

## Accoglienza

### Vendite

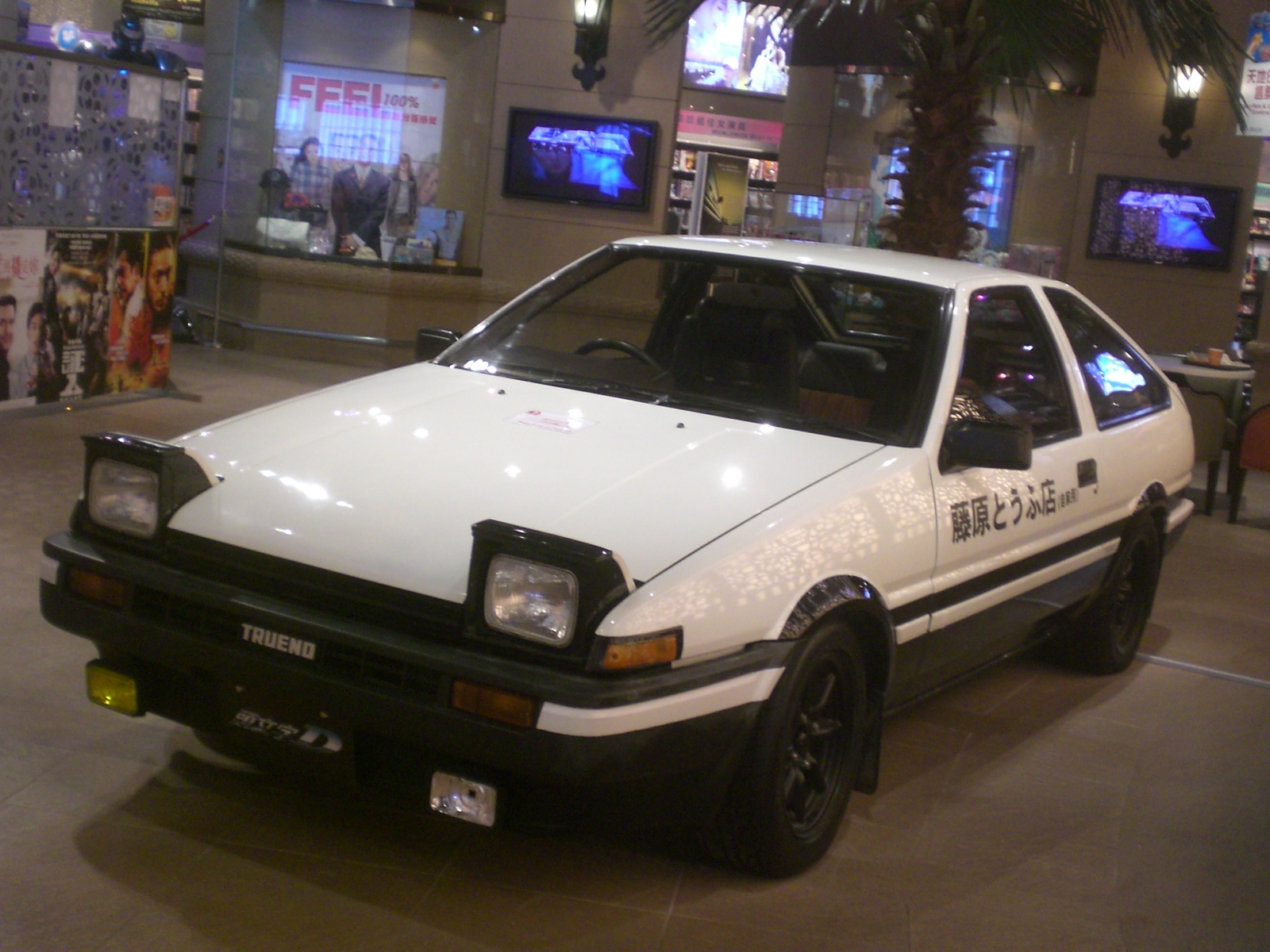
Una Toyota Sprinter Trueno AE86 simile a quella guidata da Takumi Fujiwara

A luglio 2013, i volumi tankōbon del manga hanno venduto 48 milioni di copie. Ad aprile 2021, Initial D aveva in circolazione oltre 55 milioni di copie.
Ad un prezzo di 691 yen, il manga ha incassato circa 33,2 miliardi di yen nelle vendite dei volumi tankōbon. Inoltre, la diffusione totale dei suoi capitoli manga sui numeri di Weekly Young Magazine tra il 6 novembre 1995 e il 29 luglio 2013 è stata di circa 1 037 447 413 copie, con quei numeri che hanno incassato circa 228 994 579 120 di yen di fatturato.
La serie anime invece ha venduto oltre 1 milione di DVD in Giappone fino al 2008. Ad un prezzo medio di 5184 yen, le vendite home video hanno incassato circa 5,2 miliardi di yen fino al 2008. Initial D Fifth Stage ha venduto 157 598 unità home video, incassando 408,3 milioni di yen. In Giappone, il film live-action di Hong Kong ha venduto 250 000 unità DVD, incassando circa 998 milioni di yen. In totale, il franchise ha venduto circa 1,41 milioni di unità video in Giappone, incassando circa 6,61 milioni di yen di ricavi dalle vendite home video. Il film anime Initial D Third Stage ha incassato 520 milioni di yen al botteghino giapponese. La trilogia di film anime Shin gekijō-ban Initial D ha incassato 2 660 288 dollari al botteghino dell'Asia orientale. Il film live-action ha incassato 11 milioni di dollari al botteghino mondiale. Messi insieme, i film di Initial D hanno incassato circa 20,02 milioni di dollari al botteghino mondiale.

### Critica
Initial D ha ricevuto elogi da parte della critica specializzata. The Anime Review ha definito l'anime "semplicemente il miglior programma che ho visto da molto tempo". Bamboo Dong di Anime News Network gli ha dato una B-, affermando che "è la prima volta da molto che non mi entusiasmavo così tanto per una serie, quindi consiglio a tutti di dargli almeno un'occhiata". Alcuni fan della serie hanno criticato negativamente le grandi modifiche apportate alla versione inglese del manga edita da Tokyopop. Reazioni simili sono state fatte nei confronti della sceneggiatura, del doppiaggio inglese e della rimozione della musica originale della serie anime. Tokyopop ha affermato che stava cercando di americanizzare la serie in modo che potesse essere trasmessa in televisione, mantenendo allo stesso tempo lo spirito giapponese della serie.
Secondo i funzionari di Funimation, la riedizione dell'anime è "andata bene". Le recensioni della serie notano un netto miglioramento rispetto alla versione Tokyopop, con la maggior parte delle lamentele rivolte alla mancanza del widescreen anamorfico sui DVD. In un sondaggio condotto da TV Asahi nel 2005, l'anime di Initial D è risultato il 63º miglior anime televisivo votato dai telespettatori giapponesi su una classifica di 100 titoli. Initial D è stato paragonato con il successivo franchise cinematografico Fast & Furious (che ha fatto il debutto nel 2001), in particolare The Fast and the Furious: Tokyo Drift (2006), per il quale il consulente di Initial D, Keiichi Tsuchiya, è stato coordinatore degli stuntman e ha anche fatto un cameo nel film come pescatore.
Enoch Lau di THEM Anime Reviews ha affermato che la prima stagione dell'anime avrebbe attirato sicuramente i fan delle corse, specialmente negli Stati Uniti, e sapeva emozionare lo spettatore, anche se era un po' distante dalla realtà per via della fisica impiegata durante le singole gare. Tuttavia la scarsa qualità dei disegni e il suo limitato pubblico potenziale gli impedivano di essere una serie che andava oltre al discreto. Stefano Vinciguerra di Everyeye.it ha recensito i 3 DVD italiani della prima stagione animata finendo per consigliarne l'acquisto, nonché la visione per via della sua capacità di stupire e portare delle novità nel mercato italiano. Secondo il recensore, la serie era fresca e divertente ma faceva un utilizzo eccessivo della CGI.
In un sondaggio del 2015 indetto da Yahoo! News a 200 ragazzi di circa 20 anni riguardo a quali manga seinen vorrebbero vedere un sequel, Initial D si è classificato al primo posto con il 12,5% delle preferenze.